# Tierschutz-kontrolliert
Tierschutz-kontrolliert war ein von der Universität für Bodenkultur Wien und Vier Pfoten entwickeltes Gütesiegel für Tierwohl-Standards bei Nutztieren in der Landwirtschaft. Laut der Tierschutzorganisation ist es das erste Gütesiegel, das auch Bedingungen für Transport und Schlachtung der Tiere berücksichtigt. In Deutschland wurde das Gütesiegel im Jahr 2012 eingeführt und 2022 beendet.
Das "Tierschutz-kontrolliert"-Gütesiegel wurde in zwei Stufen vergeben. Während die Silber-Auszeichnung auf das prinzipielle Heben der Qualitätsstandards im konventionellen Bereich abzielt, werden für den Erhalt der Gold-Auszeichnung hohe Standard artgemäßer Tierhaltung wie etwa Auslauf im Freien und je nach Tierart Weidegang vorausgesetzt.
"Tierschutz-kontrolliert"-Parameter gaben Auskunft über den Gesundheitszustand eines Tieres und lassen Rückschlüsse auf die Auswirkungen des Haltungssystems zu. Für die Bewertung des Tierwohls wurden zwei Parameter herangezogen. Ressourcenbezogene Parameter bezogen sich auf die Haltungsumgebung und die Ressourcen, die dem Tier zur Verfügung gestellt werden. Tierbezogene Parameter wurden direkt am Tier gemessen und berücksichtigten die Haltungsumwelt des Tieres.
Der Verein Verbraucher Initiative stufte das "Tierschutz-kontrolliert"-Gütesiegel als "ein anspruchsvolles Label, das wesentlich zu Verbesserungen bei der Herstellung von Fleisch- und Milchprodukten beiträgt und vor allem den Tierschutz besonders fördert" ein.
"Tierschutz-kontrolliert" wurde von PETA kritisiert: einerseits, da alle Siegel auf Direktprodukten aus Tieren wie Fleisch oder Fisch, die den Tod des Tieres zwingend erforderlich machen, abgelehnt werden. Andererseits, weil Missstände bei zumindest einem Zulieferer durch verdeckte Recherchen aufgedeckt wurden. Als weiterer Kritikpunkt des Labels konnte gesehen werden, dass die zweite Stufe "Silber" nach eigenen Angaben keine "optimale Anpassung an die natürlichen Bedürfnisse der Tiere" bietet.